# Ada Pellert

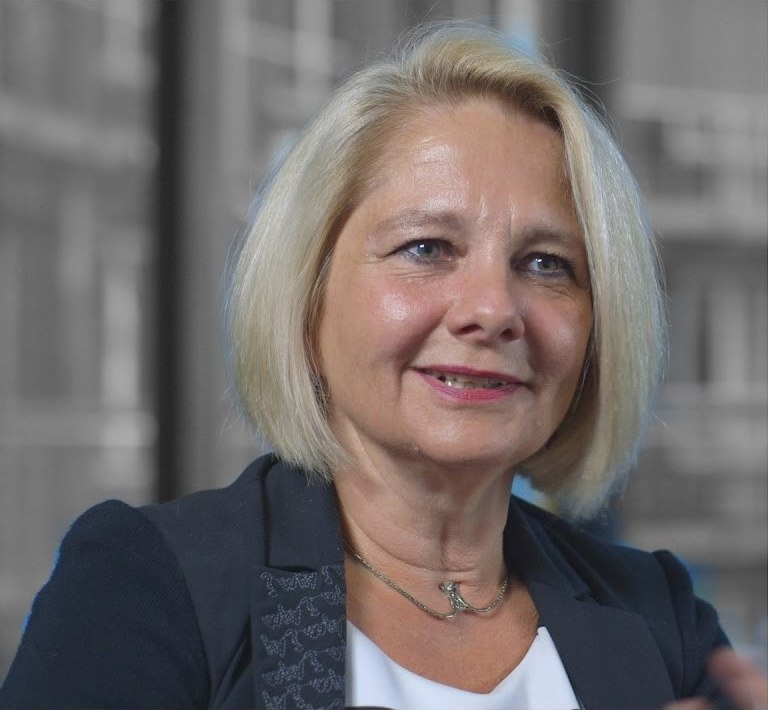
Ada Pellert (2017)

Ada Pellert (* 18. März 1962) ist eine österreichische Wirtschaftswissenschaftlerin und seit 2. März 2016 Rektorin der Fernuniversität in Hagen; nach 6 Jahren wurde sie für weitere 4 Jahre wiedergewählt. Pellert wurde für die Funktionsperiode 2023 bis 2028 Mitglied des Universitätsrats der Universität Graz.
Von 2005 bis 2008 war Pellert Professorin für Weiterbildungsforschung und Bildungsmanagement an der Donau-Universität Krems. Von 2009 bis 2015 war sie Präsidentin und Professorin für Organisationsentwicklung und Bildungsmanagement der Deutschen Universität für Weiterbildung in Berlin. Von November 2011 bis Februar 2016 war sie Präsidentin der Carl Benz Academy in Peking. 
Im Dezember 2024 wurde Pellert Nachfolgerin von Oliver Vitouch Rektorin der Universität Klagenfurt. Sie beabsichtigt (Stand Februar 2024) zur Vermeidung einer Interessenskollision ihre Funktion im Unirat Uni Graz mit Sommer zu beenden und den Vertrag mit der Fernuni Hagen, der bis 1. März 2026 laufen würde, 15 Monate vorher zu beenden.

## Ausbildung
Ada Pellert schloss ihre Matura 1980 in Wien ab. Anschließend folgte ein Studium der Betriebswirtschaftslehre an der Universität Graz und der Wirtschaftsuniversität Wien, das sie 1985 mit dem Magistergrad abschloss. 1987 erwarb die Tochter einer Essenerin und eines Klagenfurters den Doktor der Sozial- und Wirtschaftswissenschaften an der Wirtschaftsuniversität Wien. Pellert habilitierte sich 1998 in Organisationsentwicklung mit Schwerpunkt Wissenschafts- und Bildungseinrichtungen an der Universität Klagenfurt.

## Positionen
Pellert arbeitete von 1987 bis 1992 als Wissenschaftliche Mitarbeiterin des Projektzentrums „Bildung und regionale Entwicklung“ an der Fakultät für Interdisziplinäre Forschung und Fortbildung (IFF) in St. Pölten/Wien. Anschließend wandte sie sich der international vergleichenden Bildungs- und Hochschulforschung, der Weiterbildung von Hochschullehrenden, sowie der Beratung von Hochschuleinrichtungen zu. Von 1992 bis 1999 war sie Universitätsassistentin in der Abteilung „Theorie, Organisation und Didaktik von Wissenschaft“ in Wien. Nach ihrer Habilitation im Jahr 1998 arbeitete sie bis 2005 als außerordentliche Universitätsprofessorin an der Abteilung „Hochschulforschung“ der Fakultät für Interdisziplinäre Forschung und Fortbildung der Universität Klagenfurt (IFF). Gleichzeitig war sie von 1999 bis 2003 Vizerektorin der Universität Graz für Lehre, Personalentwicklung und Frauenförderung. In den Jahren 2005 bis 2008 wirkte sie gleichzeitig als Vizerektorin an der Donau-Universität Krems sowie als Universitätsprofessorin für Weiterbildungsforschung und Bildungsmanagement an der Donau-Universität Krems. Von 2009 bis 2015 war sie Gründungspräsidentin der Deutschen Universität für Weiterbildung in Berlin sowie dort auch Professorin für Organisationsentwicklung und Bildungsmanagement. Ende 2011 bis Februar 2016 war sie außerdem Präsidentin der Carl Benz Academy in Peking.
Von März 2016 bis 2024 war Pellert als Nachfolgerin Helmut Hoyers Rektorin der FernUniversität in Hagen. Seit September 2016 ist sie außerdem Vorsitzende der Kooperationsplattform Digitale Hochschule NRW (DH-NRW). Sie war ab August 2018 Mitglied des bis 2021 bestehenden Digitalrates der deutschen Bundesregierung. Für die Funktionsperiode 2023 bis 2028 wurde sie Mitglied des Universitätsrates der Universität Graz. 2024 trat Pellert aus dem Unirat und als Rektorin der Fernuniversität Hagen zurück.
Im Dezember 2024 wurde Pellert Rektor an der Universität Klagenfurt.

## Werke (Auswahl)
- Hgg. gem. mit Schönebeck, Manfred: Von der Kutsche zur Cloud – globale Bildung sucht neue Wege. Das Beispiel der Carl Benz Academy. Berlin: Springer 2016.
- Hgg. gem. mit Cendon, Eva/Mörth, Anita: Theorie und Praxis verzahnen. Lebenslanges Lernen an Hochschulen. Ergebnisse der wissenschaftlichen Begleitung des Bund-Länder-Wettbewerbs „Aufstieg durch Bildung: offene Hochschulen“. Band 3. Münster: Waxmann 2016.
- Hgg. gem. mit Cendon, Eva/Grassl, Roswitha: Vom Lehren zum Lernen. Formate akademischer Weiterbildung. Münster: Waxmann 2013.
- Gem. mit Widmann, Andrea: Personalmanagement in Hochschule und Wissenschaft. Münster 2008.
- Gem. mit  Pausits, Attila (eds.): Higher Education Management and Development in Central, Southern and Eastern Europe. Münster 2007.
- Hg.: Einführung in das Wissenschafts- und Hochschulmanagement. Bonn 2006.
- Hgg. gem. mit Pechar, Hans: Internationalisierung österreichischer Universitäten. Innsbruck 2000.
- Die Universität als Organisation. Die Kunst, Experten zu managen. Wien 1999.
- Die Universität in der Wissensgesellschaft. Zum Verhältnis von Lehre und Forschung. Innsbruck 1997.
- Gem. mit Welan, Manfried: Die formierte Anarchie. Die Herausforderung der Universitätsorganisation. Wien 1995.
- Universitäre Personalentwicklung. Internationale Trends und Erfahrungen. Innsbruck 1995.
- Hgg. gem. mit Fischer, Roland/Costazza, Markus: Argumentation und Entscheidung. München 1993.
- Hgg. gem. mit Berger, Wilhelm: Der verlorene Glanz der Ökonomie. Wien 1993.
- Hg.: Vernetzung und Widerspruch. Zur Neuorganisation von Wissenschaft. München 1991.